# Maître chanteur (film)
Pour les articles homonymes, voir Maître chanteur.
Pour plus de détails, voir Fiche technique et Distribution.
Maître chanteur est un film muet français réalisé par Louis Feuillade, sorti en 1911. 

## Fiche technique
- Titre : Maître chanteur
- Réalisation : Louis Feuillade
- Scénario : Louis Feuillade
- Photographie :
- Montage :
- Producteur :
- Société de production : Société des Établissements L. Gaumont
- Société de distribution : Comptoir Ciné-Location (C.C.L)
- Pays de production :  France
- Langue : film muet avec les intertitres en français
- Métrage :
- Format : Noir et blanc — 35 mm — 1,33:1 —  Muet
- Genre :
- Durée :
- Date de sortie : 
  - France : 1911

## Distribution
- Henri Gallet
- Renée Carl